# Saturnals
Les saturnals (en llatí Saturnalia) eren unes festes romanes dedicades al déu Saturn, que se celebrava cada any el dia 17 de desembre.
Els habitants del Laci atribuïen a Saturn la introducció de l'agricultura i les arts de la vida civilitzada. La festa es feia prop de l'inici de l'hivern quan les feines del camp ja s'havien acabat. En els seus inicis la celebraven les poblacions rústiques de totes les edats, i es considerava un període on no hi havia restriccions de cap mena, predominava l'alegria i hi havia una gran relaxació de costums. Mentre durava no es podien fer negocis, les corts de justícia estaven tancades, les escoles tenien vacances, i començar una guerra o castigar un culpable es considerava una impietat. Fins i tot els esclaus eren rellevats de les seves tasques habituals, podien usar el pili, signe de manumissió, vestir com persones lliures, tenien llibertat de paraula i podien menjar a la taula, amb els seus amos que els servien.
La festivitat començava amb un sacrifici al temple de Saturn al Fòrum, segons Dionís d'Halicarnàs que continuava amb un convivium publicum on els senadors i els cavallers portaven uns vestits especials anomenats vestis cenatorium. Segons Marcial, les festes privades començaven amb la matança d'un porc. Totes les classes socials sortien als carrers cridant Saturnalia (això s'anomenava clamare Saturnalia), i s'intercanviaven regals entre els amics.
Els edils organitzaven jocs i entreteniments per a la gent. Les celebracions tenien certes similituds al modern carnaval (per exemple l'elecció d'un rei) i al Nadal. Consta que ja se celebrava ocasionalment en temps de Tul·li Hostili i de Tarquini el Superb però no es va establir formalment fins al consolat d'Aule Semproni i Marc Minuci Augurí l'any 497 aC.
Durant la república quasi tot el mes de desembre era dedicat a Saturn. Quan Juli Cèsar va establir el calendari nou que va allargar dos dies el mes de desembre, es van produir confusions i August va establir finalment tres dies fixos per la celebració, el 17, 18 i 19 de desembre; després, no se sap quan, s'hi va afegir un quart dia, i més tard un cinquè dia (la Juvenàlia de Neró). Claudi va instaurar la festa en cinc dies. D'aquestos dies només un era consagrat a celebracions religioses, encara que les felicitacions i les llicències podien durar set dies, ja que coincidien les saturnals, la Opàlia (cinc dies entre ambdues) i la Sigil·lària (2 dies).